# William Tilbury Fox

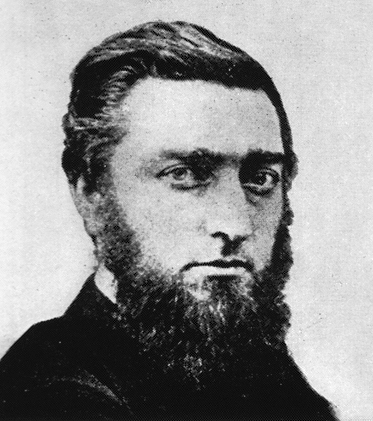
William Tilbury Fox

William Tilbury Fox (* 1836 in Broughton, Hampshire; † 7. Juni 1879 in Paris) war ein englischer Hautarzt.

## Leben und Wirken
Ab 1853 besuchte Fox die Medizinschule des University College Hospital in London. 1858 erhielt er den Titel „Doctor of Medicine“ (MD). Seine erste Arbeitsstelle war die eines „Medizinalassistenten“ („house physician“) im University College Hospital auf der von William Jenner geleiteten Station für Hauterkrankungen. Danach arbeitete er in einer Geburtsklinik im Londoner Stadtteil Lambeth, als Hausarzt („general practioner“) und als Geburtshelfer („physician-accoucheur“) im General Dispensary in Farringdon. 1863 entschied er sich für eine Spezialisierung in Dermatologie und assoziierte sich mit seinem Bruder Thomas Fox in einer Praxis. 1867 übernahm er die Chefarztstelle in der Hautabteilung des University College Hospital in London.

## Werke
- Skin diseases of parasitic origin, their nature and treatment; including the description and relations of the fungi found in man. Hardwicke, London 1863 (Digitalisat)
- Skin diseases; their description, pathology, diagnosis and treatment, with a copious formulary. Hardwicke, London 1864 (Digitalisat) 2. Auflage 1869 (Digitalisat) 3. Auflage 1873 (Digitalisat)
  - First american from last London edition Wood, NY 1871 (Digitalisat)
- Skin diseases of parasitic origin : their nature and treatment, including the description and relations of the fungi found in man. Hardwicke, London 1866 (Digitalisat)
- Eczema, its nature and treatment : and incidentally, the influence of constitutional conditions on skin diseases being the Lettsomian lectures for the session 1869-70 delivered before the Medical Society of London. H. Renshaw, London 1870 (Digitalisat)
- Scheme for obtaining a better knowledge of the endemic skin diseases of India. London 1872 (Digitalisat)
- On ringworm and its management. Henry Renshaw, London 1873 (Digitalisat)
- Atlas of Skin Diseases. London, J.A. Churchill, 1875–1877
- Zusammen mit T. Farquhar.  On certain endemic skin and other diseases of India and hot climates generally/ by Tilbury Fox and T. Farquhar including notes ... by H. Vandyke Carter J. & A. Churchill, London 1876 (Digitalisat)
- Zusammen mit Thomas Colcott. Epitome of skin diseases : with formulæ for students and practitioners. Henry Renshaw, London 1876 (Digitalisat)